# Seznam postav seriálu Hvězdná brána: Hluboký vesmír

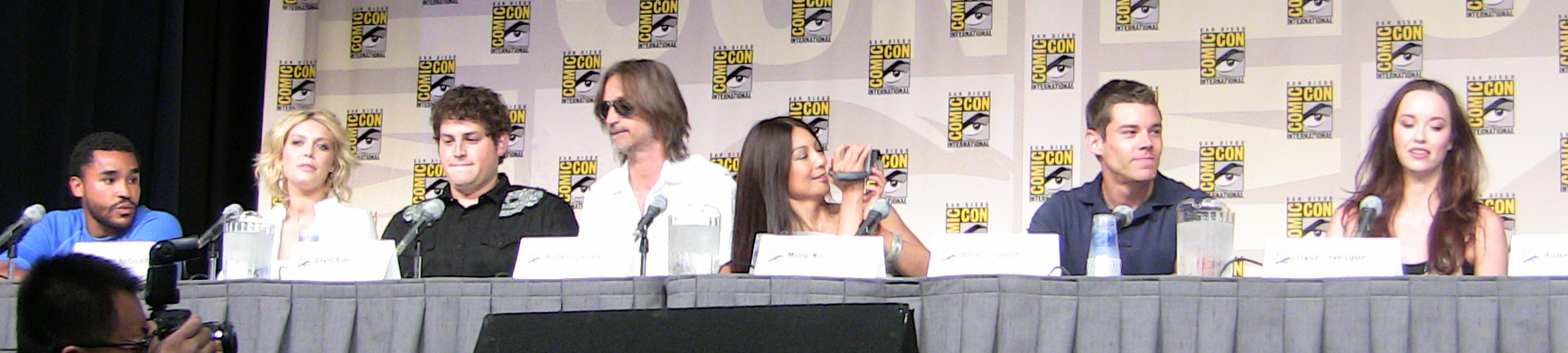
Herci seriálu na festivalu Comic Con, 2009

Toto je seznam postav z kanadského sci-fi seriálu Hvězdná brána: Hluboký vesmír.

## Hlavní role

### Nicholas Rush
Dr. Nicholas Rush (ztvárněný hrecem Robertem Carlylem) je odborník na Antickou technologii. Od úmrtí jeho manželky Glorie se stal více oddaný vědě. Byl vedoucím projektu Icarus. Jeho hlavní prioritou je prozkoumat tajemství devátého symbolu Hvězdné brány. Během útoku na základnu, Dr. Rush a Eli Wallace vyřeší jak vytočit devátý symbol a jsou odpovědni za poslání zbývajícího personálu základny Icarus na Antickou loď jménem Destiny. Tato loď je ve vzdálené galaxii není žádná možnost se vrátit na Zemi. Dr. Rush je velmi posedlý s dokončením mise Destiny a nenechá se nikým zastavit.

### Everett Young
Everett Young (ztvárněný hercem Louisem Ferreirou) je plukovníkem amerického letectva. Youngovi je 40 let a byl ženatý s Emilií Youngovou. Jeho posádka byla přinucena projít skrze Hvězdnou bránu, aby nakonec uvízla na palubě Destiny. Během jejich prvního příchodu na Destiny je Young vážně zraněn a velení přebírá poručík Matthew Scott, který vede posádku do té doby, než se Young uzdraví. Poté se Young stává vůdcem posádky na palubě Destiny.

### Matthew Scott
Matthew Scott (ztvárněný hercem Brianem J. Smithem) je nadporučík amerického letectva. Poté, co byla napadena základna Ikarus, plukovník Everett Young nařídil Scottovi evakuovat základnu Hvězdnou bránou, na které Dr. Nicholas Rush vytočil namísto Země devítimístnou adresu lodi Destiny. Po příchodu na palubu Destiny, předal plukovník Young, který byl zraněn během evakuace, dočasně Scottovi velení. Když se Young uzdravil, Scott zůstal jako zástupce velitele a vedl týmy v misích.
Když mu byly čtyři roky, jeho rodiče zahynuli při autonehodě. Scott byl pak vychováván knězem, který se upil k smrti, když bylo Scottovi šestnáct let.

### Chloe Armstrongová
Chloe Armstrongová (ztvárněná herečkou Elyse Levesqueovou) je 23letá dcera amerického senátora Alana Armstronga, který zemřel ve druhém díle první epizody Air, když zachránil posádku Destiny. Senátor Armstrong vykonával politický dozor nad projektem Ikaros a Chloe se na základnu dostala jako jeho asistentka. Předtím studovala politologii na Harvard University.

### Eli Wallace
Eli Wallace (ztvárněný hercem Davidem Blue) studoval na Massachusettském institutu technologie (MIT), ale odešel před dokončením studií. Před tím než vstoupil do SGC, byl Eli Wallace bez práce a trávil nejvíce času hraním videoher, nejčastěji hru Prometheus. Přitom žil se svou matkou, Maryann Wallace, diplomovanou zdravotní sestrou, která byla infikována virem HIV při napadení narkomanem. Eliho matka nemá dostatek financí na adekvátní ošetření až dokud Americké letectvo nezačne platit za její ošetření na oplátku za Eliho připojení k projektu Ikarus.
V úvodní epizodě seriálu, Eli vyřeší problém ve hře Prometheus, který byl ve skutečnosti matematická úloha z Antické databáze. Kvůli tomuto úspěchu, dostal Eli možnost připojit se k projektu Ikarus a pomoci Dr. Rushovi vyřešit záhadu devátého symbolu Hvězdné brány. Později se Eli dostává na Antickou loď Destiny jako součást skupiny uprchlíků, kteří prchají před útokem Luciánské aliance. Krátce po příchodu na Destiny, Eli nalézá "létající kamerové koule", které nazval "KINA" (v podstatě pokročilá Antická verze sondy MALP používaná v SGC). Eli zaznamenává mnoho vzájemných vztahů a osobních svědectví posádky pro dokumentární film jako archív jejich cesty na palubě Destiny.

### Tamara Johansenová
Tamara Johansenová (ztvárněná herečkou Alainou Huffmanovou) je nadporučíkem amerického letectva. Pochází ze skromných poměrů a snila o tom, že se stane lékařkou, ale nemohla si dovolit patřičné vzdělání. Proto si zvolila službu u vojenského letectva. Poté, co Dr. Simms zemřel během útoku na základnu Ikarus, stala se jako jediná osoba na palubě Destiny s lékařským výcvikem, hlavní lékařkou expedice. Bojuje s nedostatkem znalostí a zkušeností při zacházení s těžce raněnými a nemocnými pacienty. Musí si také vystačit se skromnými zásobami léků a lékařského vybavení. V hierarchii velení na Destiny je třetím nejvyšším důstojníkem, po plukovníkovi Youngovi a poručíku Scottovi.

### Ronald Greer
Ronald Greer (ztvárněný hercem Jamilem Walkerem Smithem) je seržantem americké námořní pěchoty. Greer sloužil v programu Hvězdné brány na základně Ikarus. Před útokem Luciánské Alliance na základnu, který vedl k evakuaci personálu na loď Destiny, byl Greer uvězněn a čekal jej vojenský soud pro útok na plukovníka Telforda. Jeho velící důstojník, plukovník Everett Young, jej během útoku na základnu propustí s tím, že má považovat obvinění proti němu za stažená. Na palubě Destiny, slouží spolu s poručíkem Matthew Scottem, který byl pověřen plukovníkem Youngem, velet týmům na misích mimo loď. Jeho problémy se sebeovládáním souvisí podle dr. Rushe s tím, že pochází z chudých poměrů.

### Camile Wrayová
Camile Wrayová (ztvárněná herečkou Ming-Na) byla ředitelkou lidských zdrojů na základně Ikarus a stála se nejvyšším členem IOA uvízlým na palubě lodi Destiny, jednající jako civilní vůdce (ale stále podřízený plk. Youngovi v celkové hierarchii velení). Následkem toho, je Wrayová Youngův hlavní politický protivník se svou autoritou podporovanou vedením IOA na Zemi. Wrayová krátce převzala velení Destiny v epizodě Justice, když byl plukovník Young podezřelý z vraždy Seržanta Spencera. V epizodě Divided spolupracovala s Dr. Rushem při vedení civilního převratu proti armádnímu velení na lodi.

### David Telford
David Telford (ztvárněný hercem Lou Diamond Philipsem) je důstojník amerického letectva. Nezúčastnil se cesty na Destiny, ale byl zachráněn lodí Hammond a vrátil se na Zemi. Na Destiny se dostane pouze prostřednictvím komunikačních kamenů. V otázce velení si nerozumí s plukovníkem Youngem.

## Vedlejší role

### Vanessa Jamesová
Vanessa Jamesová (ztvárněná herečkou Julií Bensonovou) je poručíkem USAF. Pracovala na základně Ikarus a spolu s dalšími unikla skrze Hvězdnou bránu na Antickou loď Destiny poté, co byla základna Ikaros napadena. Předtím, než se dostala na Destiny, měla Vanessa romantický vztah se svým kolegou, poručíkem Mathewem Scottem. Jako jeden z mála vojenských důstojníků na palubě Destiny je Vanessa často pověřována vést týmy na mise Hvězdnou bránou.

### Lisa Parková
Lisa Parková (ztvárněná herečkou Jennifer Spenceovou) je vědeckou pracovnicií, která sloužila na základně Ikarus v době jejího napadení. Spolu s ostatními unikla skrze Hvězdnou bránu na Antickou loď Destiny. Jejím prvním úkolem na Destiny bylo pomoci Dr. Rushovi opravit selhávající lodní systém podpory života.

### Adam Brody
Adam Brody (ztvárněný hercem Peterem Kelamisem) je technik, v době jejího napadení í. Spolu s ostatními se evakuoval Hvězdnou bránou na Antickou vesmírnou loď Destiny, kde se prokázal být cenným členem posádky. Po příchodu na Destiny byl Brody šokovaný a rozhněvaný, ale poté, co si uvědomí jejich situaci začal pracovat na opravách poškozené lodi. Brody jako jeden z mála členů posádky umí Antický jazyk, který je potřebný pro určování funkcí počítačových systémů lodi. Byl jedním z těch, kdo byl vylosován v loterii, aby mohl přežít na blízké planetě, když se předpokládalo, že Destiny vletí do hvězdy. Naštěstí to byl planý poplach a Brody se vrátil s ostatními na Destiny. Brody měl dobrý pracovní vztah se Sgt. Hunterem Rileyem, protože oba byli často společně pověřováni opravami rozbitých systémů kvůli jejich znalosti Antického jazyka.

### Dale Volker
Dale Volker (ztvárněný hercem Patrickem Gilmorem) je astrofyzik, který sloužil na základně Ikarus a kvůli útoku Luciánské aliance unikl spolu s ostatními Hvězdnou bránu na Antickou loď Destiny. Po téměř roce na Destiny mu začali selhávat ledviny a proto mu musela poručík Tamara Johansen transplantovat ledvinu darovanou seržantem Greerem, která mu zachránila život.

### Sgt. Hunter Riley
Hunter Riley (ztvárněný hercem Haigem Sutherlandem) je seržant amerického letctva a na základně Ikarus pracoval operátor hvězdné brány. V této práci pokračoval i po evakuaci hvězdnou bránou na loď Destiny. Při opravě poškozeného energetického vedení byl zasažen výbuchem a vážně zraněn na hlavě nicméně se uzdravil bez následků. Když letěl spolu s dalšími z posádky Destiny raketoplánem pro zásoby zřítili se na planetu kam letěli a Riley byl zaklíněn a smrtelně raněn. Vyproštění nebylo možné a protože ostatní museli odejít objevenou hvězdnou bránou na Destiny než odletí z dosahu a trvalo by moc dlouho než by zemřel, požádal plukovníka Younga aby mu provedl eutanazii a ten ho poslechl

### Jeremy Franklin
Jeremy Franklin (ztvárněný hercem Markem Burgessem) byl jedním z civilních zaměstnanců základny Ikarus. Prošel hvězdnou bránou spolu s ostatními na Antickou loď Destiny. Byl členem prvního týmu, který se vydal na planetu hledat vápenec pro opravu lodních vzduchových systémů. Když chtěl na planetě projít bránou spolu s Andreou Palmerovou a seržantem Curtisem na další planetu, Dr. Rush nařídil seržantovi Greerovi na něj vystřelit, aby bránou neprošel a zabránil tak jeho jisté smrti. Franklin vytvořil na lodi laboratoř, ve které pěstoval některé druhy ovoce a zeleniny a zajišťoval tak část zásob pro posádku. Když bylo na Destiny nalezeno Antické křeslo, Franklin se rozhodl jej sám použít. Poté, co byl od křesla odpojen zůstal v komatu. Později, když Destiny letěla mezi dvěma galaxiemi, se Franklin probral z kómatu. Při útoku Nakaiů na Destiny, se Franklin rozhodl použít Antické křeslo podruhé a umožnil tak lodi uniknout před útokem. Když však poté plukovník Young vstoupil do místnosti s křeslem, zjistil, že Franklin zmizel. Franklinovo vědomí se převedlo do počítačových systémů lodi.

### Robert Caine
Robert Caine (ztvárněný hercem Tyghem Runyanem) je jedním z civilních zaměstnanců základny Ikarus pracující jako počítačový technik. Byl prvním členem týmu vedeném civilistou, vybraný Camile Wrayovou, která převzala velení Destiny během soudu plukovníka Younga pro vraždu seržnata Spencera. Tým, vedený Dr. Dale Volkerem, objevil na skalnaté planetě ztroskotanou mimozemskou kosmickou loď. Na planetě Eden byl členem skupiny, která odmítala vrátit se na Destiny a byl zde spolu s ostatními zanechán.

### Darren Becker
Darren Becker (ztvárněný hercem Jeffreyem Bowyer-Chapmanem) pracoval v jídelně na základně Ikarus a uvízl spolu s ostatními na Antické lodi Destiny. Jeho hlavní povinností je rozdělit jídlo a vodu mezi posádku. Byl jedním z vybraných lidí v loterii, kteří mohli přežít předpokládané zničení Destiny, když loď letěla do hvězdy. Naštěstí to byl planý poplach a Becker se vrátil zpět na loď opět sloužit v jídelně.

### Spencer
Spencer (ztvárněný hercem Joshem Blackerem) byl seržantem USMC, který sloužil na základně Ikarus v době jejího napadení Luciánskou aliancí. Když se jednoho rána nedostavil do služby, seržant Ronald Greer jej šel vzbudit a našel jej střeleného do hlavy. Protože nebyla nalezena zbraň, posádka věřila, že šlo o vraždu. Zbraň byla nalezená v kajutě plukovníka Everetta Younga. Spencerova smrt byla později prokázána jako sebevražda a bylo prokázáno, že Dr. Nicholas Rush vzal jeho zbraň a umístil ji do Youngovy kajuty.

### Curtis
Curtis (ztvárněný hercem Bradleyem Strykerem) je seržantem USMC, který sloužil na základně Ikarus v době jejího napadení Luciánskou aliancí. Curtis doprovázel nadporučíka Scotta na pouštní planetu hledat vápenec pro opravu lodních vzduchových systémů. Curtis spolu s Franklinem a Andreou Palmerovou se rozhodli prozkoumat jednu z uzamčených adres poskytnutých Destiny, ale jen Curtis a Palmerová prošli Hvězdnou bránou, protože Franklin byl na Rushův příkaz před tím, než mohl projít bránou, postřelen Ronaldem Greerem. Opakované pokusy o kontakt s nimi selhaly a Destiny odletěla bez nich.

### Andrea Palmerová
Andrea Palmerová (ztvárněná herečkou Christinou Schildovou.) je doktorka biologie, která pracovala na základně Ikarus a spolu s dalšími unikla skrze Hvězdnou bránu na Antickou loď Destiny poté, co byla základna Ikarus napadena. Byla členkou prvního týmu, který se vydal na planetu hledat vápenec pro opravu lodních systémů podpory života. Na planetě prošla bránou spolu se seržantem Curtisem na další planetu a Destiny odletěla bez nich.